# Chen Szu-yu (Badminton)
Chen Szu-yu (chinesisch 陳思妤, Pinyin Chén Sīyú; * 11. September 1994) ist eine taiwanische Badmintonspielerin. 

## Karriere
Chen Szu-yu nahm 2011 und 2012 an den Badminton-Juniorenweltmeisterschaften teil. Im letztgenannten Jahr stand sie auch bei den Chinese Taipei Open 2012 im Viertelfinale. Bei den Singapur International 2013 wurde sie Zweite im Mixed. Ein Jahr später konnte sie bei den New Zealand Open 2014 bis ins Halbfinale des Damendoppels vordringen.